# John Hawkwood

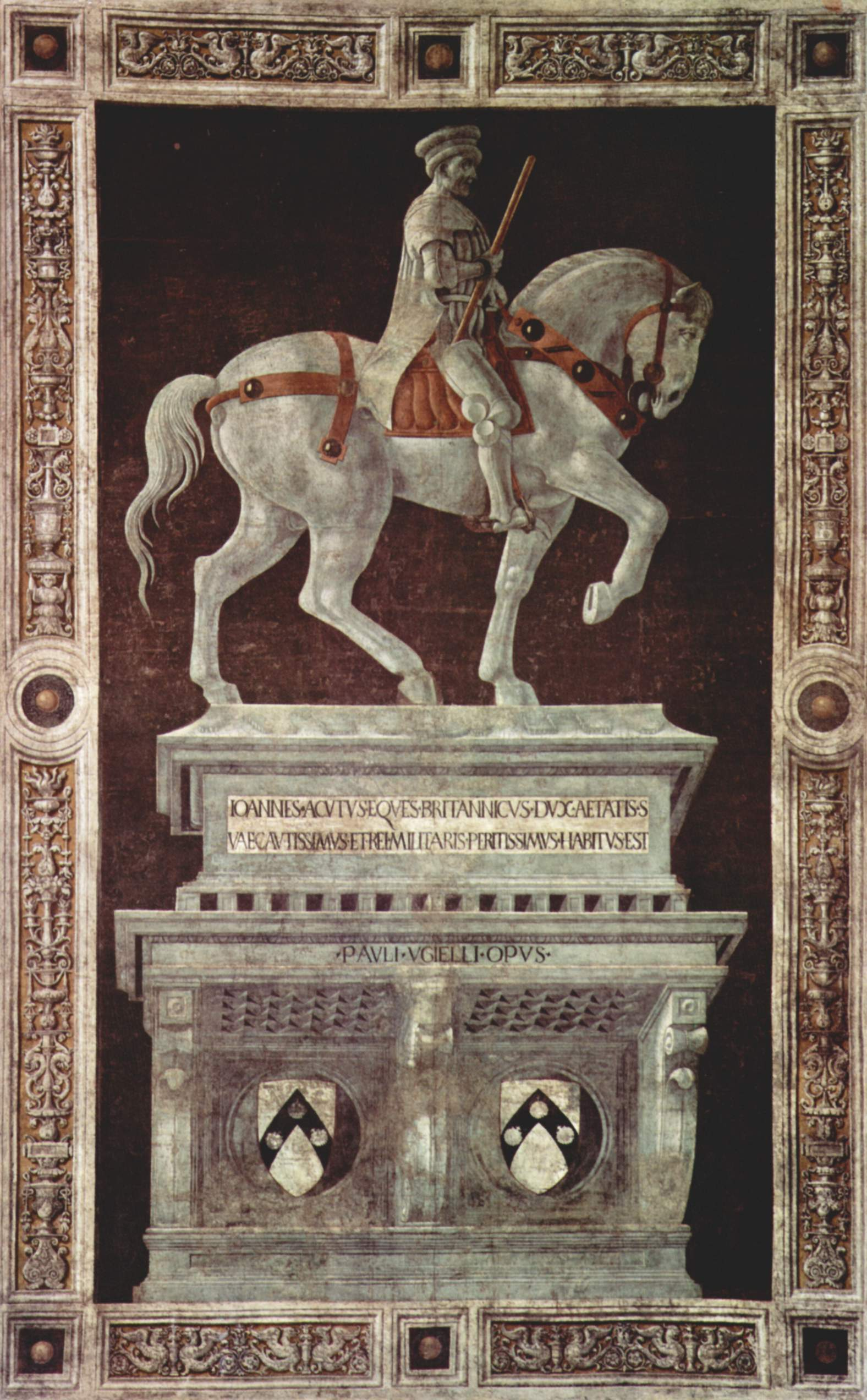
Pomnik konny Johna Hawkwooda, mal. Paolo Uccello

John Hawkwood (fr. Jean Haccoude, wł. Giovanni Acuto) (ur. ok. 1323, zm. 16 marca 1394) – angielski żołnierz zawodowy, awanturnik, kondotier w służbie papieskiej.

## Życiorys
John Hawkwood alias Giovanni Acuto - Ostry Jan urodził się około 1323 roku w Sible Hedingham w Esseksie w Anglii w rodzinie Gilberta de Hawkwooda, garbarza i właściciela majętności ziemskich w Sible Hedingham i Finchingfield. Miał dwóch braci - Johna i Nicholasa - i cztery siostry - Agnes, Johanne, Alice i Margaret. Młodszy brat Nicholas został księdzem w diecezji londyńskiej. Hawkwood spłacony przez starszego brata, Johna, zaciągnął się do wojska. Brał udział w kampaniach wojny stuletniej w armii Edwarda III. Prawdopodobnie walczył w bitwach pod Crécy i pod Poitiers. Karierę w armii rozpoczął jako szeregowy żołnierz, a kończył w randze kapitana. Służbę pod dowództwem Czarnego Księcia zakończył w roku 1360, po traktacie w Brétigny. Prawdopodobnie za szczególne zasługi Hawkwood został nobilitowany przez króla. 
Od grudnia 1360 do marca 1361 roku, jako żołnierz międzynarodowej Wielkiej Kompanii (Magna Comitiva) Robina Knowlesa, brał udział w zbrojnej akcji przeciwko papieżowi Innocentemu VI. Najemnicy oblegli Awinion. Dzięki zabiegom papieża w maju 1361 roku Wielka Kompania przeniosła się do Lombardii i Piemontu we Włoszech. Oddział Hawkwooda, zwany Białą Kompanią od koloru flagi i błysku polerowanych pancerzy, złożony z weteranów wojny stuletniej, a także z ochotników przybyłych z Anglii, wsławił się szczególną bezwzględnością, nawet jak na wojsko najemne. Biała Kompania w czasie największego rozwoju liczyła 3500 kawalerzystów i 2000 piechurów. W latach 1363–1364 Hawkwood uczestniczy w konflikcie zbrojnym Pizy z Florencją jako sojusznik Pizy. 
W roku 1370 zaciągnął się na służbę nowego papieża Grzegorza XI, który miał za złe Florencji, że ta nie wsparła go militarnie w wojnie z Viscontimi z Mediolanu. Po zakończeniu tego konfliktu w roku 1375 wielu florentyńczyków żywiło obawy, że Grzegorz XI zwróci się teraz przeciw Toskanii. By temu zapobiec, w 1380 roku, Florencja przekupiła Hawkwooda 130 tysiącami florenów, na co mianowana przez signiorię komisja, tzw. otto dei preti ("ośmiu od księży"), przeznaczyła skonfiskowane dobra biskupów, opatów, kościołów, klasztorów i innych instytucji kościelnych. Hawkwood otrzymał również 600 florenów rocznego trybutu za kolejne pięć lat oraz dożywotnią pensję w wysokości 1200 florenów.
Hawkwood był adresatem listu św. Katarzyny z Sieny, która namawiała go do wycofania się z konfliktu i udania na krucjatę. Zmarł 16 marca 1394 roku w swoim domu w Pulverosa pod Florencją. Jego pogrzeb był wielkim wydarzeniem dla mieszkańców Florencji. Szczątki Hawkwooda złożono w kościele katedralnym św Reparaty, a później przetransportowane do Anglii. Malarz Paolo Uccello namalował konny portret Hawkwooda na północnej ścianie nawy Duomo we Florencji.